# Associazione Calcio Hellas Verona 1969-1970
Questa voce raccoglie le informazioni riguardanti l'Associazione Calcio Hellas Verona nelle competizioni ufficiali della stagione 1969-1970.

## Divise
Vengono mantenute le divise introdotte nella stagione precedente.
| Casa | Casa (alternativa) | Trasferta | Trasferta (alternativa) |

## Rosa
| N. |                   | Ruolo | Calciatore            |
| -- | ----------------- | ----- | --------------------- |
|    | Italia (bandiera) | P     | Angelo Colombo        |
|    | Italia (bandiera) | P     | Giovanni De Min       |
|    | Italia (bandiera) | P     | Pier Luigi Pizzaballa |
|    | Italia (bandiera) | D     | Alberto Batistoni     |
|    | Italia (bandiera) | D     | Luigi Mascalaito      |
|    | Italia (bandiera) | D     | Franco Nanni          |
|    | Italia (bandiera) | D     | Roberto Ranghino      |
|    | Italia (bandiera) | D     | Carlo Ripari          |
|    | Italia (bandiera) | D     | Giancarlo Savoia      |
|    | Italia (bandiera) | D     | Paolo Sirena          |
|    | Italia (bandiera) | D     | Amedeo Stenti         |

| N. |                    | Ruolo | Calciatore          |
| -- | ------------------ | ----- | ------------------- |
|    | Italia (bandiera)  | C     | Sergio Ferrari      |
|    | Italia (bandiera)  | C     | Sergio Maddè        |
|    | Italia (bandiera)  | C     | Angelo Orazi        |
|    | Italia (bandiera)  | C     | Giulio Sega         |
|    | Cile (bandiera)    | C     | Jorge Toro          |
|    | Italia (bandiera)  | A     | Gianni Bui          |
|    | Brasile (bandiera) | A     | Sergio Clerici      |
|    | Italia (bandiera)  | A     | Vito D'Amato        |
|    | Italia (bandiera)  | A     | Emiliano Mascetti   |
|    | Italia (bandiera)  | A     | Vincenzo Traspedini |

## Calciomercato

### Sessione estiva(fino al 10 luglio 1969)
| Acquisti | Acquisti              | Acquisti | Acquisti   |
| R.       | Nome                  | da       | Modalità   |
| -------- | --------------------- | -------- | ---------- |
| P        | Pier Luigi Pizzaballa | Roma     | definitivo |
| D        | Luigi Mascalaito      | Pisa     | definitivo |
| D        | Franco Nanni          | Venezia  | definitivo |
| D        | Paolo Sirena          | Roma     | definitivo |
| D        | Amedeo Stenti         | Napoli   | definitivo |
| C        | Sergio Ferrari        | Roma     | definitivo |
| C        | Angelo Orazi          | Roma     | definitivo |
| A        | Sergio Clerici        | Atalanta | definitivo |

| Cessioni | Cessioni          | Cessioni | Cessioni      |
| R.       | Nome              | a        | Modalità      |
| -------- | ----------------- | -------- | ------------- |
| P        | Renato Piccoli    | Treviso  | definitivo    |
| D        | Sergio Petrelli   | Roma     | definitivo    |
| C        | Italo Bonatti     | Varese   | definitivo    |
| C        | Roberto Mazzanti  | Atalanta | definitivo    |
| C        | Gianni Tanello    | Arezzo   | definitivo    |
| C        | Sandro Vanello    | Inter    | fine prestito |
| A        | Aquilino Bonfanti | Catania  | definitivo    |

### Sessione autunnale(fino al 10 novembre 1969)
| Acquisti | Acquisti     | Acquisti | Acquisti   |
| R.       | Nome         | da       | Modalità   |
| -------- | ------------ | -------- | ---------- |
| C        | Jorge Toro   | Modena   | definitivo |
| A        | Vito D'Amato | Cesena   | definitivo |

| Cessioni | Cessioni            | Cessioni | Cessioni   |
| R.       | Nome                | a        | Modalità   |
| -------- | ------------------- | -------- | ---------- |
| C        | Giulio Sega         | Pisa     | definitivo |
| A        | Vincenzo Traspedini | Atalanta | definitivo |

## Risultati

### Serie A

#### Girone di andata
| Arbitro: | Branzoni (Pavia) |

|              |           |  |
| Chiarugi 10’ | Marcatori |  |

| Arbitro: | Picasso (Chiavari) |

|                |           |  |
| Traspedini 42’ | Marcatori |  |

| Arbitro: | Gonella (Torino) |

|              |           |  |
| Bui 63’, 85’ | Marcatori |  |

| Arbitro: | Giunti (Arezzo) |

|                       |           |  |
| Sormani 57’ Prati 73’ | Marcatori |  |

| Verona 12 ottobre 1969, ore 15:00 CET 5ª giornata | Verona          | 0 – 0 | Bologna | Stadio Marcantonio Bentegodi (27 000 spett.)\| Arbitro: \| Lattanzi (Roma) \| |
| Arbitro:                                          | Lattanzi (Roma) |       |         |                                                                               |

| Brescia 19 ottobre 1969, ore 14:30 CET 6ª giornata | Brescia            | 0 – 0 | Verona | Stadio Mario Rigamonti (15 000 spett.)\| Arbitro: \| Bernardis (Latina) \| |
| Arbitro:                                           | Bernardis (Latina) |       |        |                                                                            |

| Arbitro: | Lo Bello (Siracusa) |

|                                    |           |  |
| Vitali 4’ (rig.), 61’ Biasiolo 40’ | Marcatori |  |

| Arbitro: | Torelli (Milano) |

|                     |           |  |
| Bui 16’, 89’ (rig:) | Marcatori |  |

| Arbitro: | Panzino (Catanzaro) |

|                      |           |             |
| Carelli 46’ Puia 90’ | Marcatori | 36’ Clerici |

| Arbitro: | Lattanzi (Roma) |

|                       |           |             |
| Domenghini 21’ (aut.) | Marcatori | 84’ Greatti |

| Arbitro: | Vacchini (Milano) |

|                                                        |           |           |
| Maddè 15’ (rig.) Clerici 24’ Mascalaito 59’ Sirena 61’ | Marcatori | 80’ Galli |

| Arbitro: | Torelli (Milano) |

|  |           |             |
|  | Marcatori | 69’ D'Amato |

| Arbitro: | Motta (Monza) |

|             |           |             |
| Clerici 26’ | Marcatori | 23’ Cristin |

| Milano 28 dicembre 1969, ore 14:30 CET 14ª giornata | Inter              | 0 – 0 | Verona | Stadio San Siro (35 000 spett.)\| Arbitro: \| Michelotti (Parma) \| |
| Arbitro:                                            | Michelotti (Parma) |       |        |                                                                     |

| Arbitro: | Di Tonno (Lecce) |

|                        |           |         |
| Hamrin 56’ Improta 70’ | Marcatori | 20’ Bui |

#### Girone di ritorno
| Arbitro: | Bernardis (Latina) |

|  |           |           |
|  | Marcatori | 76’ Merlo |

| Arbitro: | Carminati (Milano) |

|                                       |           |  |
| Anastasi 33’, 86’ Leonardi 52’ (rig.) | Marcatori |  |

| Arbitro: | Gussoni (Tradate) |

|                |           |            |
| Cappellini 40’ | Marcatori | 24’ Sirena |

| Arbitro: | Acernese (Roma) |

|                        |           |                        |
| Clerici 72’ Sirena 73’ | Marcatori | 28’ Combin 85’ Sormani |

| Bologna 8 febbraio 1970, ore 14:30 CET 20ª giornata | Bologna        | 0 – 0 | Verona | Stadio Renato Dall'Ara\| Arbitro: \| Trono (Torino) \| |
| Arbitro:                                            | Trono (Torino) |       |        |                                                        |

| Verona 15 febbraio 1970, ore 15:00 CET 21ª giornata | Verona          | 0 – 0 | Brescia | Stadio Marcantonio Bentegodi\| Arbitro: \| Serafino (Roma) \| |
| Arbitro:                                            | Serafino (Roma) |       |         |                                                               |

| Arbitro: | Michelotti (Parma) |

|                             |           |            |
| Clerici 1’, 34’ Ferrari 25’ | Marcatori | 80’ Derlin |

| Arbitro: | Branzoni (Pavia) |

|            |           |  |
| Causio 15’ | Marcatori |  |

| Arbitro: | Gussoni (Varese) |

|  |           |             |
|  | Marcatori | 48’ Ferrini |

| Arbitro: | Picasso (Chiavari) |

|                 |           |  |
| Riva 47’ (rig.) | Marcatori |  |

| Arbitro: | Torelli (Milano) |

|              |           |             |
| Spadetto 68’ | Marcatori | 18’ D'Amato |

| Arbitro: | Michelotti (Parma) |

|            |           |              |
| Clerici 1’ | Marcatori | 44’ Polentes |

| Arbitro: | Di Tonno (Lecce) |

|                            |           |            |
| Frustalupi 44’ Benetti 53’ | Marcatori | 8’ Clerici |

| Arbitro: | Trono (Torino) |

|                  |           |                                            |
| Maddè 35’ (rig.) | Marcatori | 8’ Corso 29’ (rig.) Boninsegna 85’ Mazzola |

| Arbitro: | Cantelli (Firenze) |

|              |           |  |
| Mascetti 61’ | Marcatori |  |

### Coppa Italia

#### Primo turno
| Arbitro: | Barbaresco (Cormons) |

|                                         |           |                                       |
| Paleari 13’ Magistrelli 47’, 86’ (rig.) | Marcatori | 6’ Bui 8’ Ferrari 26’, 61’ Traspedini |

| Verona 3 settembre 1969, ore 21:00 CEST 2ª giornata | Verona             | 0 – 0 | Milan | Stadio Marcantonio Bentegodi (31 321 spett.)\| Arbitro: \| Bernardis (Latina) \| |
| Arbitro:                                            | Bernardis (Latina) |       |       |                                                                                  |

| Arbitro: | Trono (Torino) |

|                                    |           |                  |
| Batistoni 13’ (aut.) Tamborini 83’ | Marcatori | 87’ (aut.) Dolci |

### Coppa Mitropa
| Arbitro: | Zečević |

|                                                  |           |            |
| Herda 14’ Knebort 41’ (rig.) Knesl 52’ Šimek 61’ | Marcatori | 2’ Clerici |

| Arbitro: | Wlachojanis |

|  |           |                                  |
|  | Marcatori | 1’ Kantor 79’ Konečný 79’ Veselý |

## Statistiche

### Statistiche di squadra
| Competizione  | Punti | In casa | In casa | In casa | In casa | In casa | In casa | In trasferta | In trasferta | In trasferta | In trasferta | In trasferta | In trasferta | Totale | Totale | Totale | Totale | Totale | Totale | D.R. |
| Competizione  | Punti | G       | V       | N       | P       | Gf      | Gs      | G            | V            | N            | P            | Gf           | Gs           | G      | V      | N      | P      | Gf     | Gs     | D.R. |
| ------------- | ----- | ------- | ------- | ------- | ------- | ------- | ------- | ------------ | ------------ | ------------ | ------------ | ------------ | ------------ | ------ | ------ | ------ | ------ | ------ | ------ | ---- |
| Serie A       | 26    | 15      | 6       | 6       | 3       | 19      | 12      | 15           | 2            | 4            | 9            | 7            | 18           | 30     | 8      | 10     | 12     | 26     | 30     | -4   |
| Coppa Italia  | -     | 1       | 0       | 1       | 0       | 0       | 0       | 2            | 1            | 0            | 1            | 5            | 5            | 3      | 1      | 1      | 1      | 5      | 5      | 0    |
| Coppa Mitropa | -     | 1       | 0       | 0       | 1       | 0       | 3       | 1            | 0            | 0            | 1            | 1            | 4            | 2      | 0      | 0      | 2      | 1      | 7      | -6   |
| Totale        | 26    | 17      | 6       | 7       | 4       | 19      | 15      | 18           | 3            | 4            | 11           | 13           | 27           | 35     | 9      | 11     | 15     | 32     | 42     | -10  |

### Andamento in campionato
| Giornata  | 1  | 2  | 3 | 4 | 5 | 6  | 7  | 8  | 9  | 10 | 11 | 12 | 13 | 14 | 15 | 16 | 17 | 18 | 19 | 20 | 21 | 22 | 23 | 24 | 25 | 26 | 27 | 28 | 29 | 30 |
| --------- | -- | -- | - | - | - | -- | -- | -- | -- | -- | -- | -- | -- | -- | -- | -- | -- | -- | -- | -- | -- | -- | -- | -- | -- | -- | -- | -- | -- | -- |
| Luogo     | T  | C  | C | T | C | T  | T  | C  | T  | C  | C  | T  | C  | T  | T  | C  | T  | T  | C  | T  | C  | C  | T  | C  | T  | T  | C  | T  | C  | C  |
| Risultato | P  | V  | V | P | N | N  | P  | V  | P  | N  | V  | V  | N  | N  | P  | P  | P  | N  | N  | N  | N  | V  | P  | P  | P  | V  | N  | P  | P  | V  |
| Posizione | 14 | 11 | 6 | 9 | 9 | 10 | 12 | 10 | 11 | 12 | 8  | 7  | 7  | 8  | 9  | 11 | 11 | 11 | 10 | 10 | 11 | 9  | 11 | 11 | 12 | 10 | 10 | 12 | 12 | 12 |

Legenda:

Luogo: C = Casa; T = Trasferta. Risultato: V = Vittoria; N = Pareggio; P = Sconfitta.

### Statistiche dei giocatori
N.B.: I cartellini gialli e rossi vennero introdotte a partire dal Campionato mondiale di calcio 1970, mentre i giocatori potevano già essere allontanati dal campo per grave fallo di gioco o condotta violenta. Durante la stagione furono allonati dal campo una sola volta Mascalaito e Mascetti.
Sono in corsivo i calciatori che hanno lasciato la società a stagione in corso.
| Giocatore     | Serie A  | Serie A | Coppa Italia | Coppa Italia | Coppa Mitropa | Coppa Mitropa | Totale   | Totale |
| Giocatore     | Presenze | Reti    | Presenze     | Reti         | Presenze      | Reti          | Presenze | Reti   |
| ------------- | -------- | ------- | ------------ | ------------ | ------------- | ------------- | -------- | ------ |
| A. Batistoni  | 30       | 0       | 3            | 0            | 1             | 0             | 34       | 0      |
| G. Bui        | 23       | 5       | 3            | 1            | 2             | 0             | 28       | 6      |
| S. Clerici    | 25       | 8       | 3            | 0            | 1             | 1             | 29       | 9      |
| A. Colombo    | 0        | 0       | 0            | 0            | -             | -             | 0        | 0      |
| V. D'Amato    | 20       | 1       | -            | -            | 2             | 0             | 22       | 1      |
| G. De Min     | 2        | -1      | -            | -            | -             | -             | 2        | -1     |
| S. Ferrari    | 27       | 1       | 3            | 1            | -             | -             | 30       | 2      |
| S. Maddè      | 30       | 2       | 3            | 0            | 2             | 0             | 35       | 2      |
| L. Mascalaito | 25       | 1       | 2            | 0            | 2             | 0             | 29       | 1      |
| E. Mascetti   | 28       | 1       | 3            | 0            | 2             | 0             | 33       | 1      |
| F. Nanni      | 1        | 0       | -            | -            | 1             | 0             | 2        | 0      |
| A. Orazi      | 26       | 0       | 2            | 0            | 1             | 0             | 29       | 0      |
| P. Pizzaballa | 29       | -29     | 3            | -5           | 2             | -7            | 34       | -41    |
| R. Ranghino   | 11       | 0       | 1            | 0            | 1             | 0             | 13       | 0      |
| C. Ripari     | 18       | 0       | 2            | 0            | 2             | 0             | 22       | 0      |
| G. Savoia     | -        | -       | -            | -            | 1             | 0             | 1        | 0      |
| G. Sega       | 2        | 0       | -            | -            | -             | -             | 2        | 0      |
| P. Sirena     | 28       | 3       | 3            | 0            | 2             | 0             | 33       | 3      |
| A. Stenti     | 18       | 0       | 1            | 0            | 1             | 0             | 20       | 0      |
| J. Toro       | 7        | 0       | -            | -            | 2             | 0             | 9        | 0      |
| V. Traspedini | 6        | 1       | 3            | 2            | -             | -             | 9        | 3      |